# ラファエル・ペルソナ
ラファエル・ペルソナ（Raphaël Personnaz、1981年7月23日 - ）はフランスの俳優。ラファエル・ペルソナス、ラファエル・ペルソナーズとも表記される。

## 略歴
1981年7月23日にトゥールーズで生まれ、パリで育つ。母親はギリシア語を専門とする翻訳家である。12歳のときに演劇を始め、コンセルヴァトワールとフロランの演劇学校で本格的に演技を学び、舞台俳優として活動するようになる。1998年にテレビドラマの端役でデビューし、数本のテレビドラマで端役を務めた後、2000年のテレビ映画『Un homme à la maison』で大きな役を掴む。その後もテレビドラマを中心にキャリアを積み、2010年ころからは映画を中心に活動する。
2010年の映画『La Princesse de Montpensier』で第36回セザール賞の有望男優賞にノミネートされる。
2012年の主演映画『黒いスーツを着た男』のフランス映画祭2013での上映に伴う来日に際しては「アラン・ドロンの再来」と紹介されている。

## 主な出演作品
- ポルノグラフ　Le Pornographe (2001) VHSスルー
- ハウス・ウォーミング！　Travaux (2005) フランス映画祭上映
- 何事も誓うなかれ　Il ne faut jurer de rien ! (2005) フランス映画祭上映
- ぜんぶ、フィデルのせい La Faute à Fidel ! (2006)
- それが人生だったのさ！　Ah, c'était ça la vie ! (2009／TV) TV5MONDEで日本語字幕付放映
- ジョルジュ・サンドとファンシェット　George et Fanchette (2010／TV) TV5MONDEで日本語字幕付放映
- パパの招待客 Les Invités de mon père (2010) TV5MONDE放映
- スペシャル・フォース Forces spéciales (2011) ※日本劇場未公開、WOWOWにて放映
- 黒いスーツを着た男 Trois mondes (2012)
- アンナ・カレーニナ Anna Karenina (2012)
- 男と女 真夜中のパリ After (2012) ※日本劇場未公開、WOWOWにて放映
- 恋のベビーカー大作戦 La Stratégie de la poussette (2012) ※日本劇場未公開
- シリアルキラーNo.1 L'Affaire SK1 (2014) ※日本劇場未公開、WOWOWにて放映
- 運命の門 Le temps des aveux (2014) ※日本劇場未公開、WOWOWにて放映
- 彼は秘密の女ともだち Une nouvelle amie (2014)
- シティーハンター THE MOVIE 史上最香のミッション NICKY LARSON et le Parfum de Cupidon（2019）トニー・マルコーニ（槇村秀幸）役
- ボレロ 永遠の旋律（英語版） Boléro (2024) モーリス・ラヴェル役